# 오이가와 철도
오이가와 철도 주식회사(일본어: 大井川鐵道 株式会社)는 일본 시즈오카현에 철도 노선을 보유하는 철도 회사이다. 메이테쓰 그룹에 속한다.

## 보유 철도 노선
- 오이가와 본선(가나야 ~ 센즈)
- 이카와 선(센즈 ~ 이카와)

## 보유 철도 차량

### 전동차
오이가와 본선에서만 사용된다.

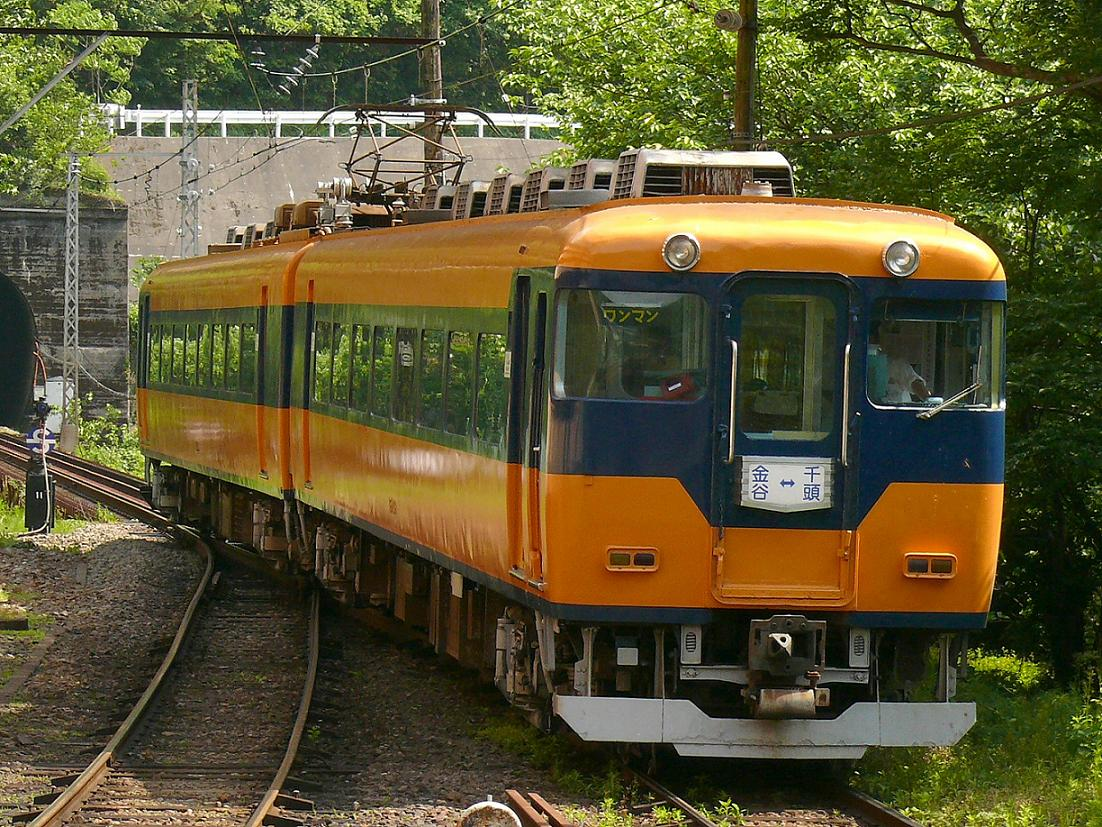
16000계
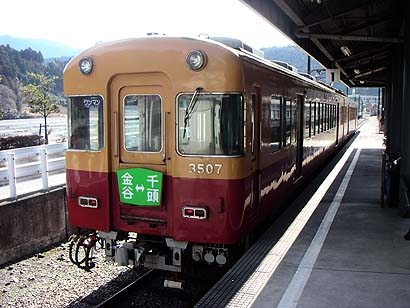
3000계
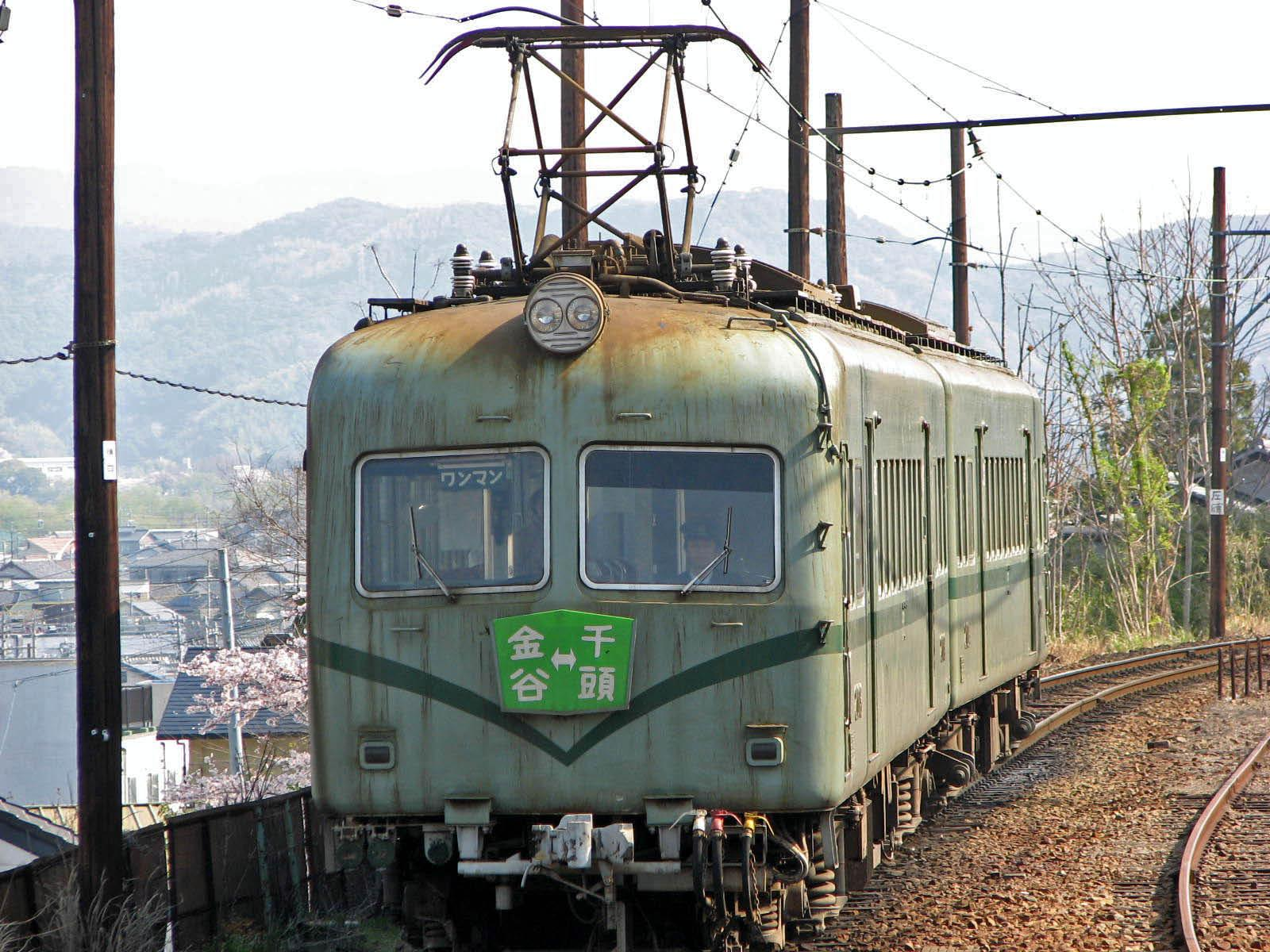
21000계
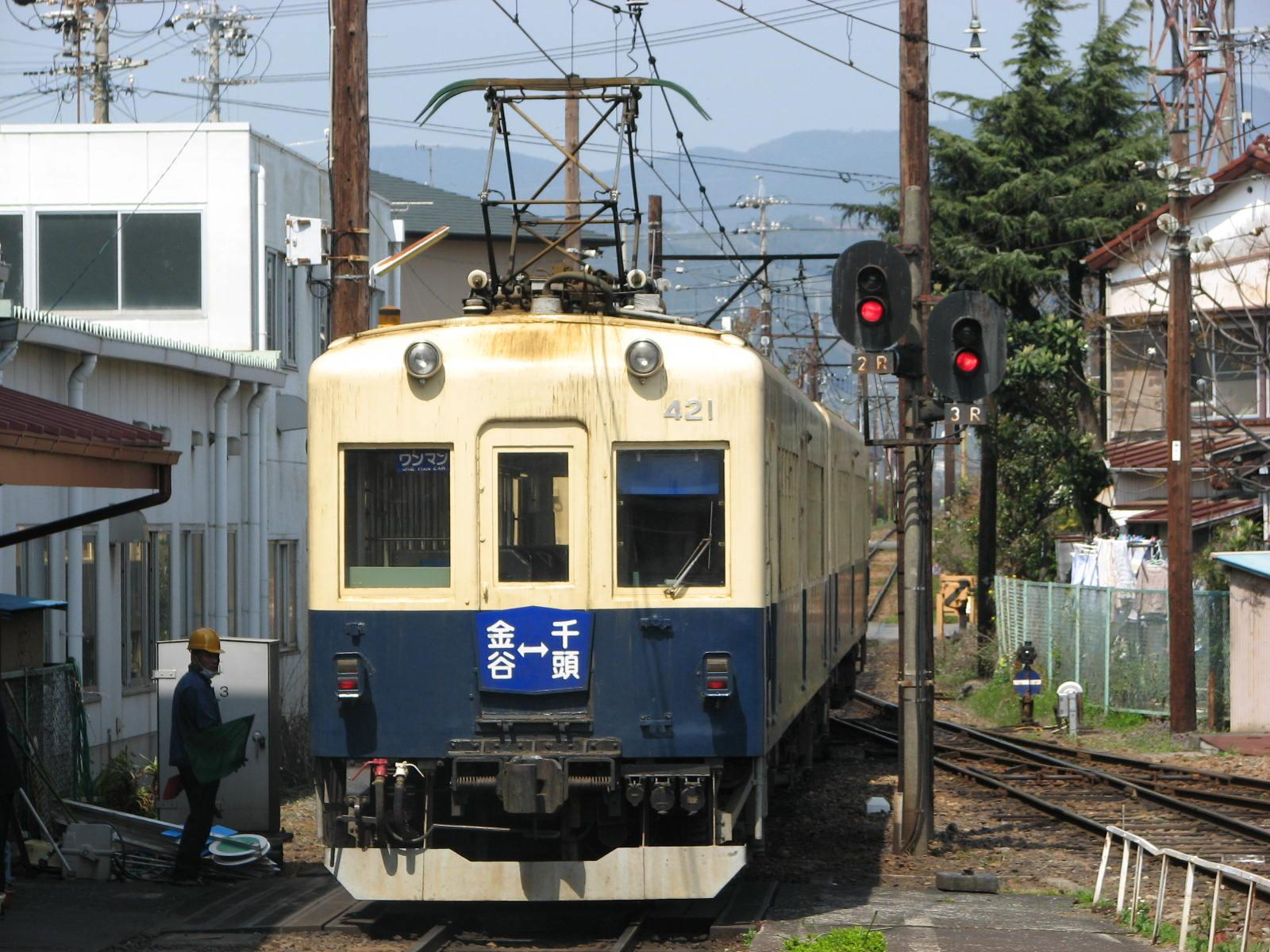
421계

- 16000계
- 3000계
- 21001계
- 421계

### 전기 기관차
- E10형(오이가와 본선 전용)
- ED500형(오이가와 본선 전용, 통칭 '이부키500형')
- E31형(운행 개시 미정)
- ED90형(이카와 선 전용)

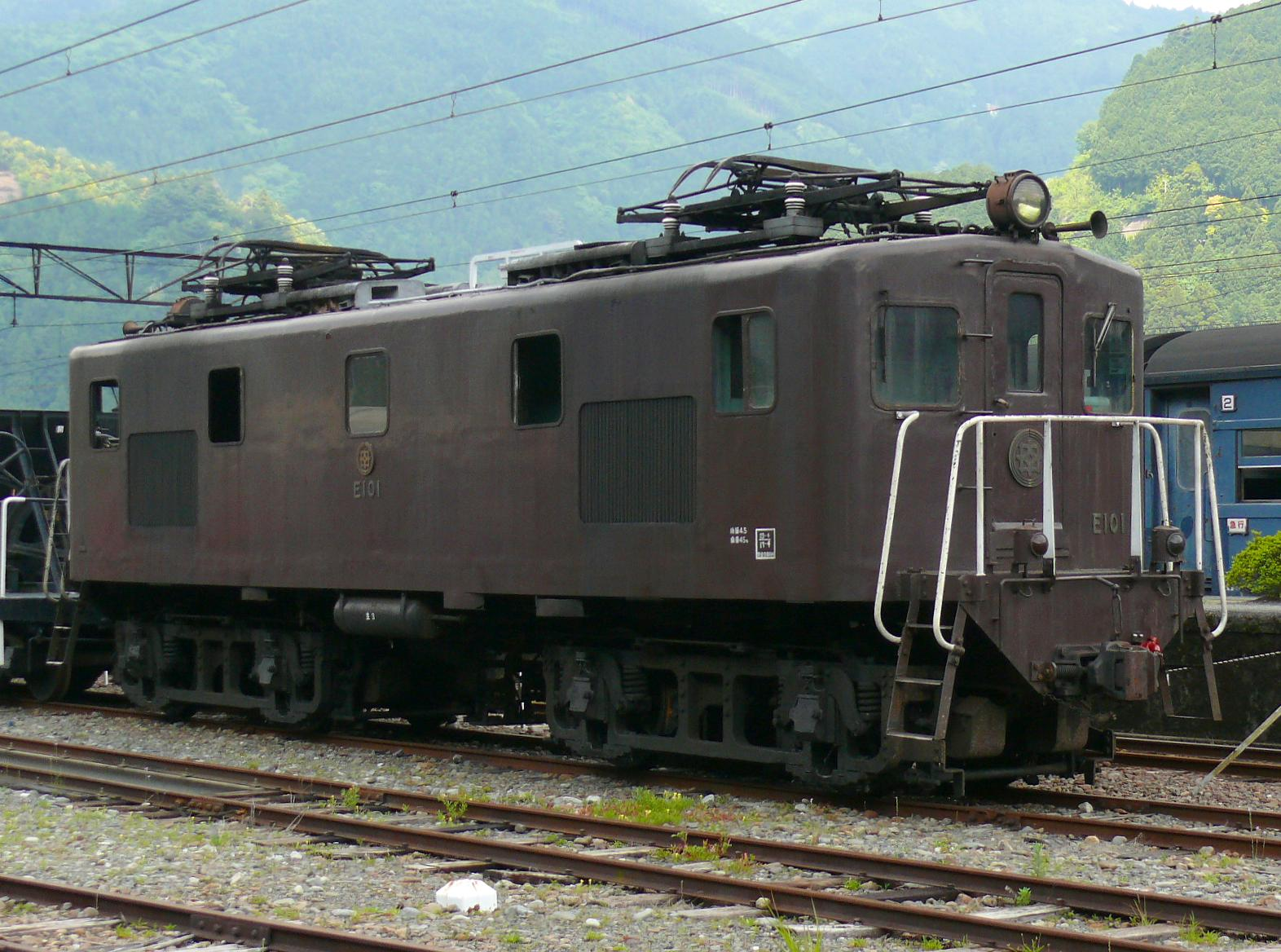
E10형
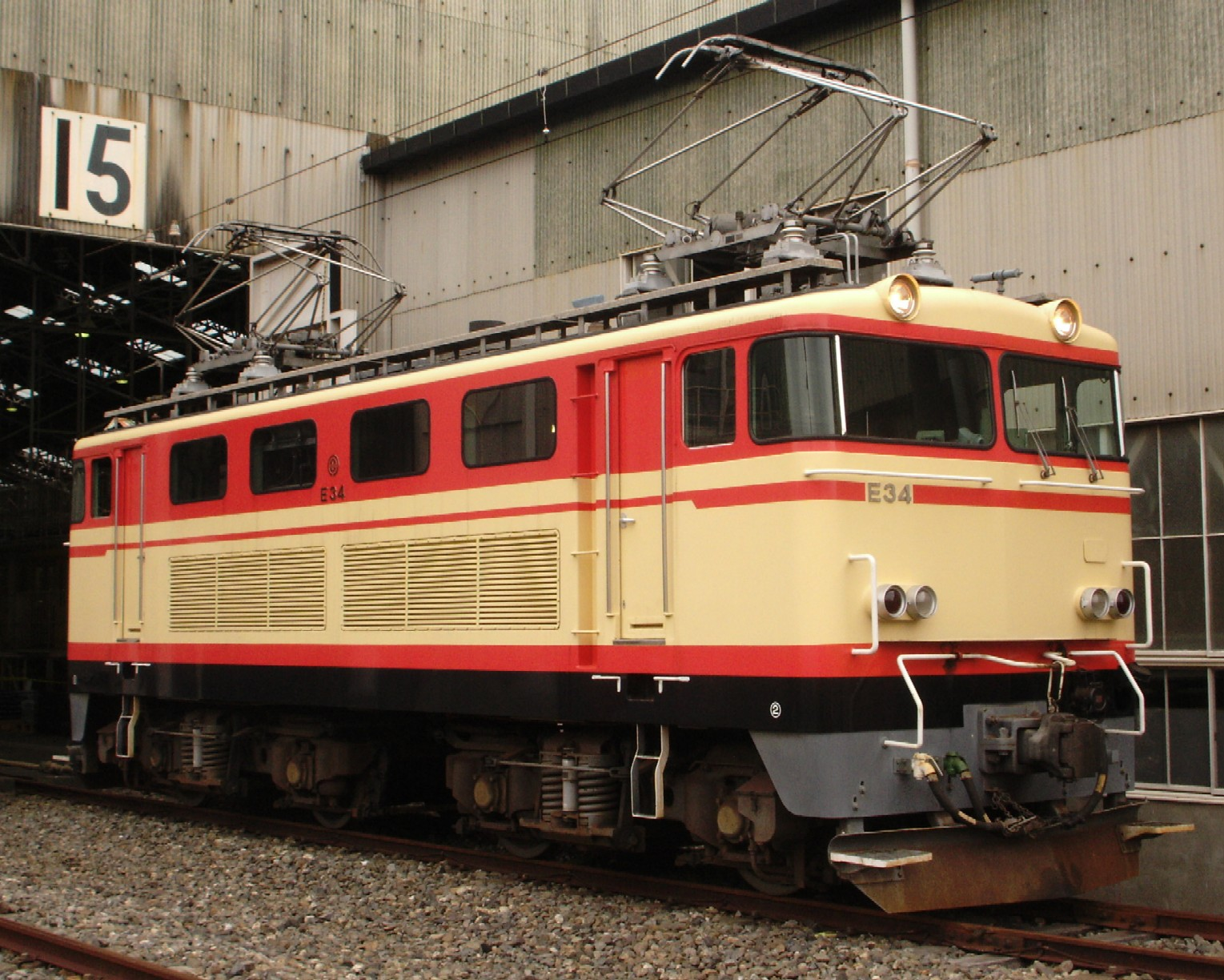
E31형
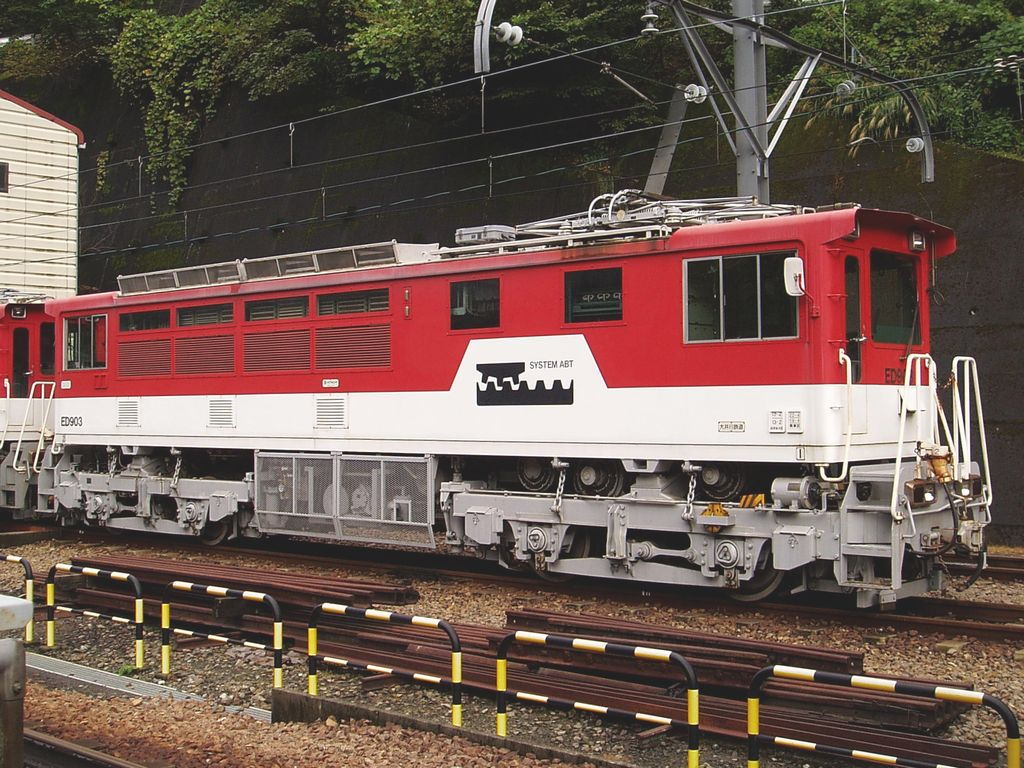
ED90형

### 디젤 기관차
이카와 선에서만 사용된다.

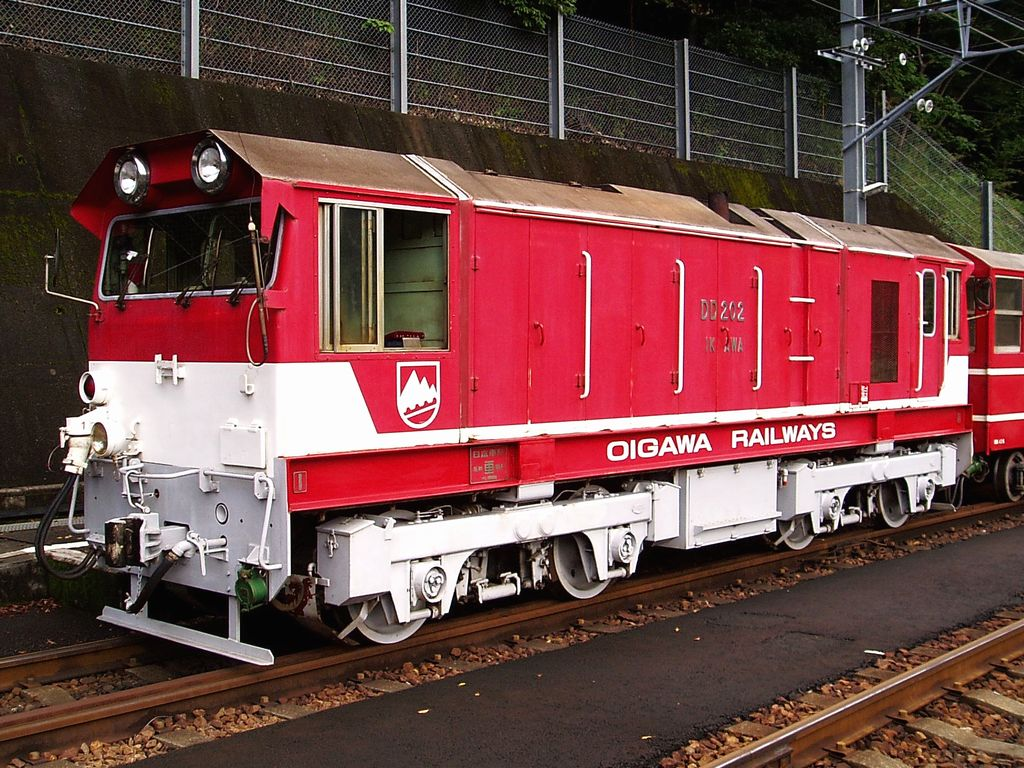
DD20형
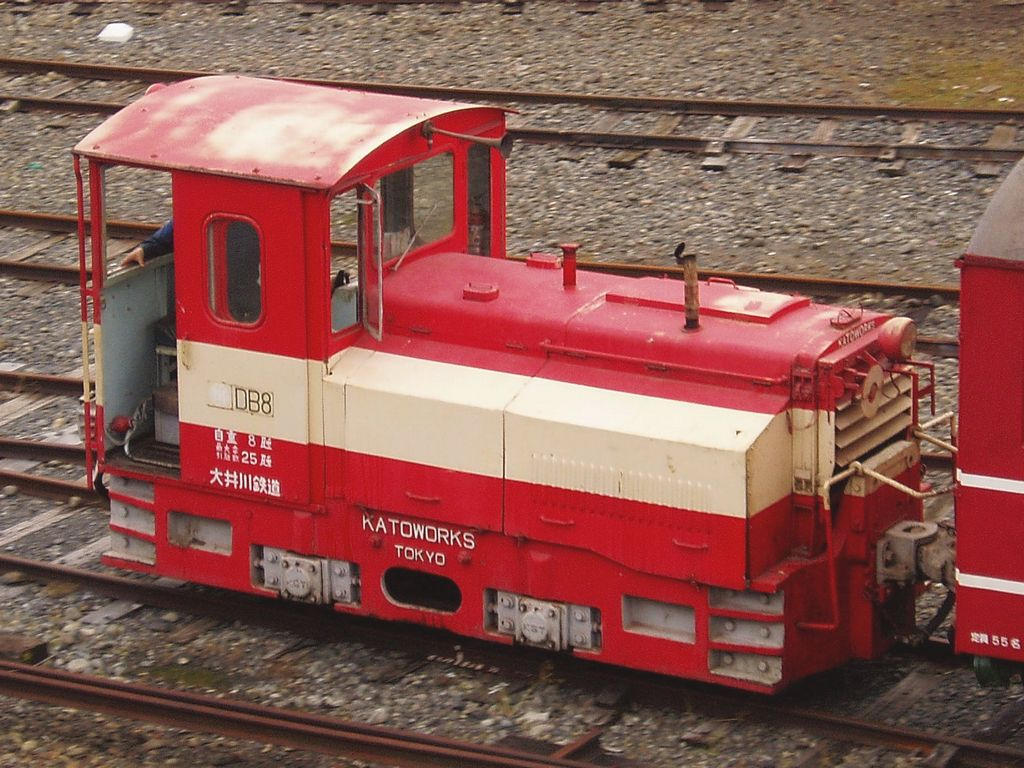
DB1형(입환용)

- DD20형
- DB1형

### 증기 기관차

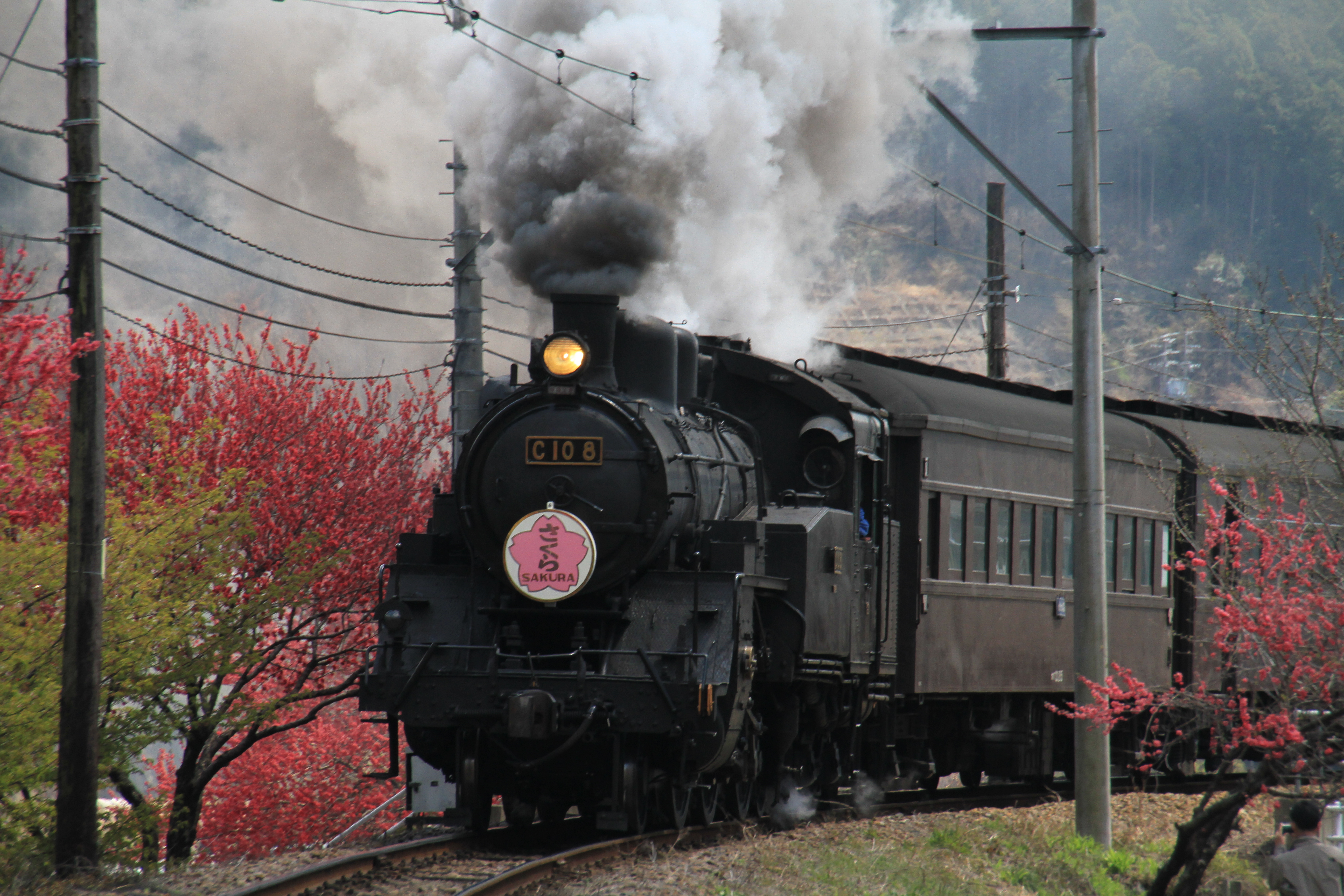
C10 8
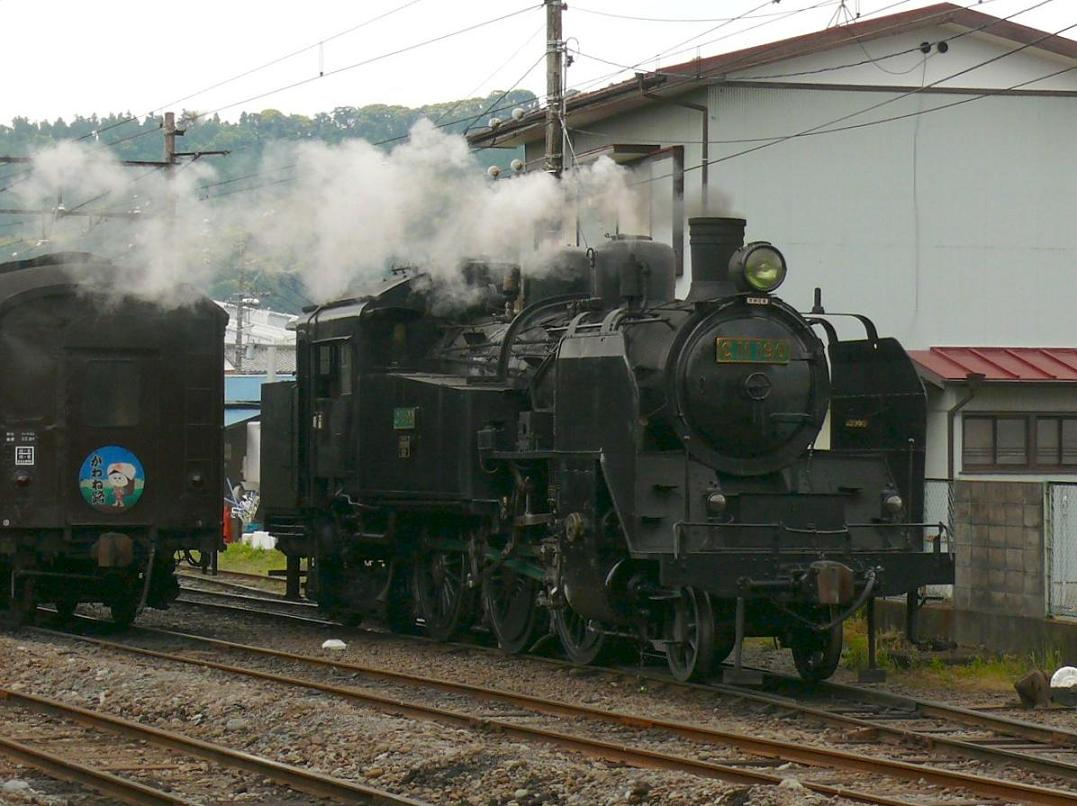
C11 190, 227, 312
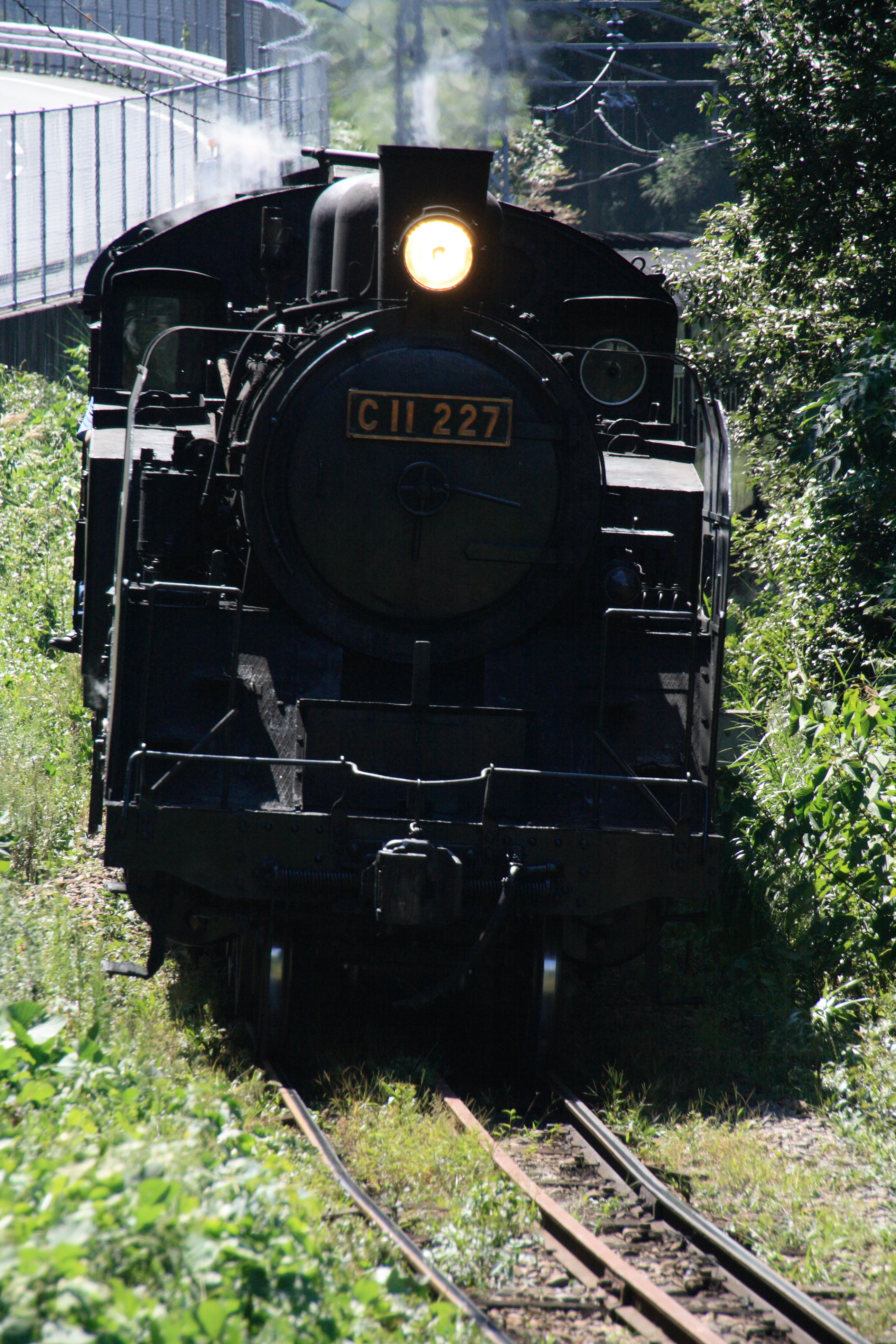
C12 164, 208
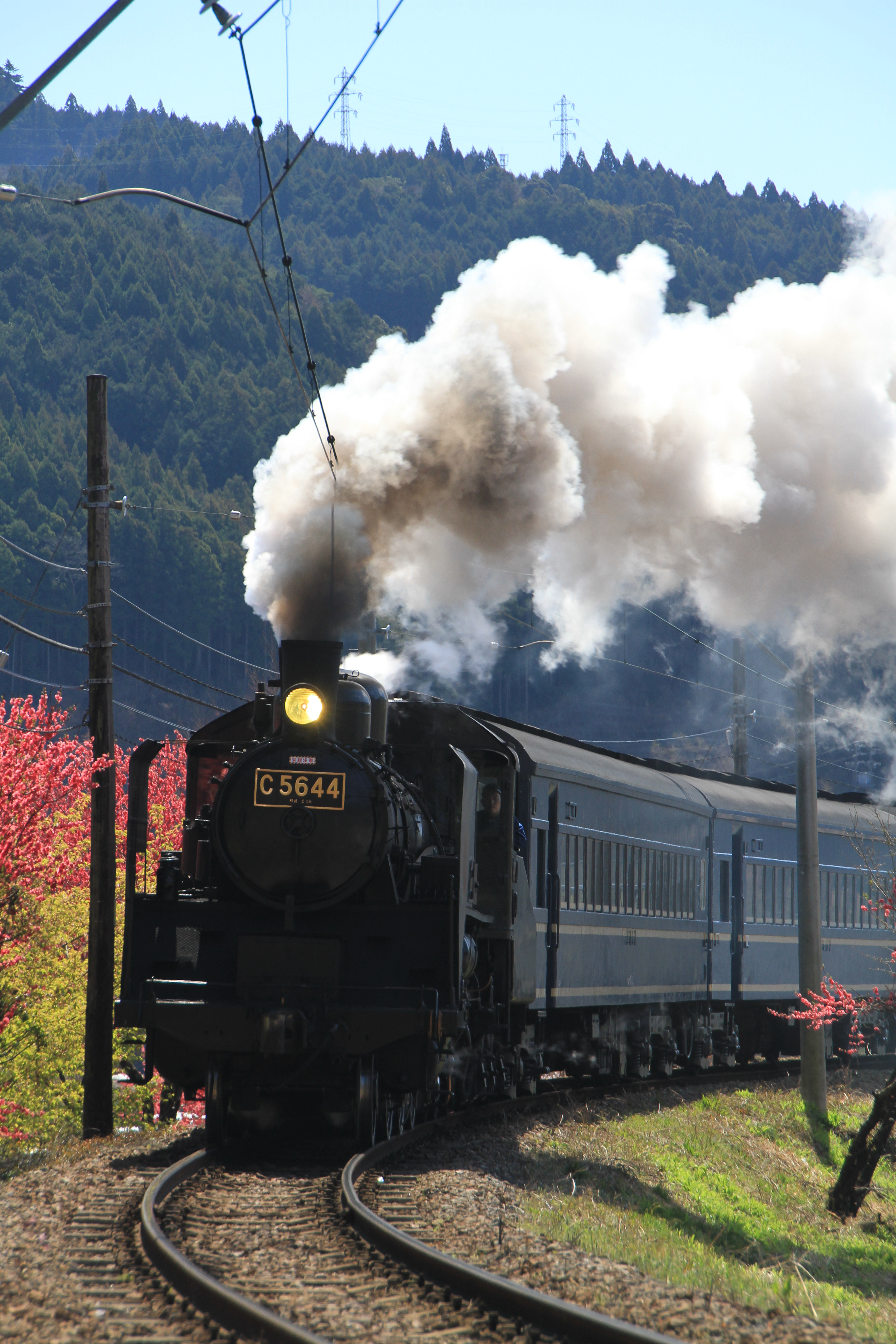
C56 44, 135
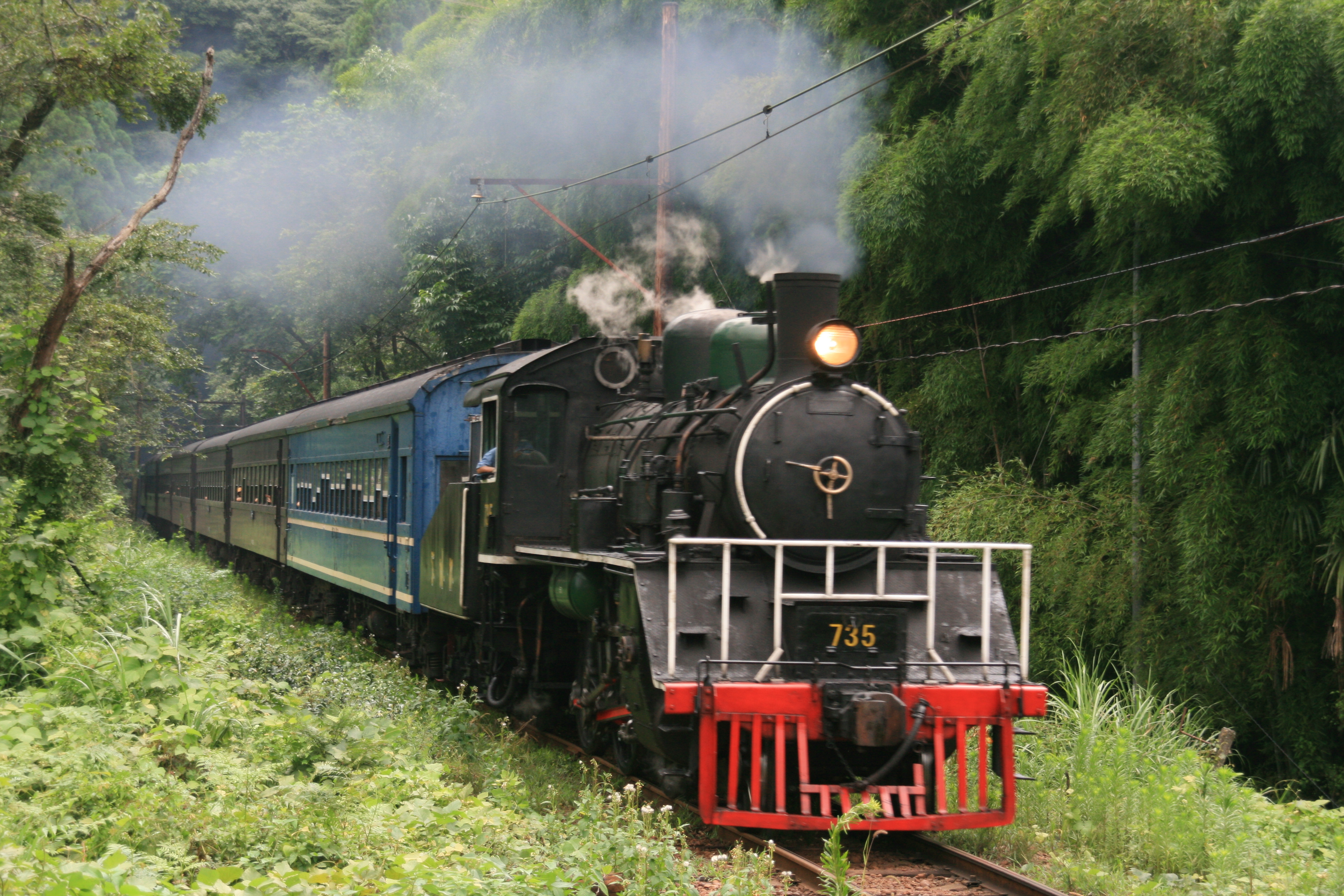
C56 44(타이 모양 및 도색)
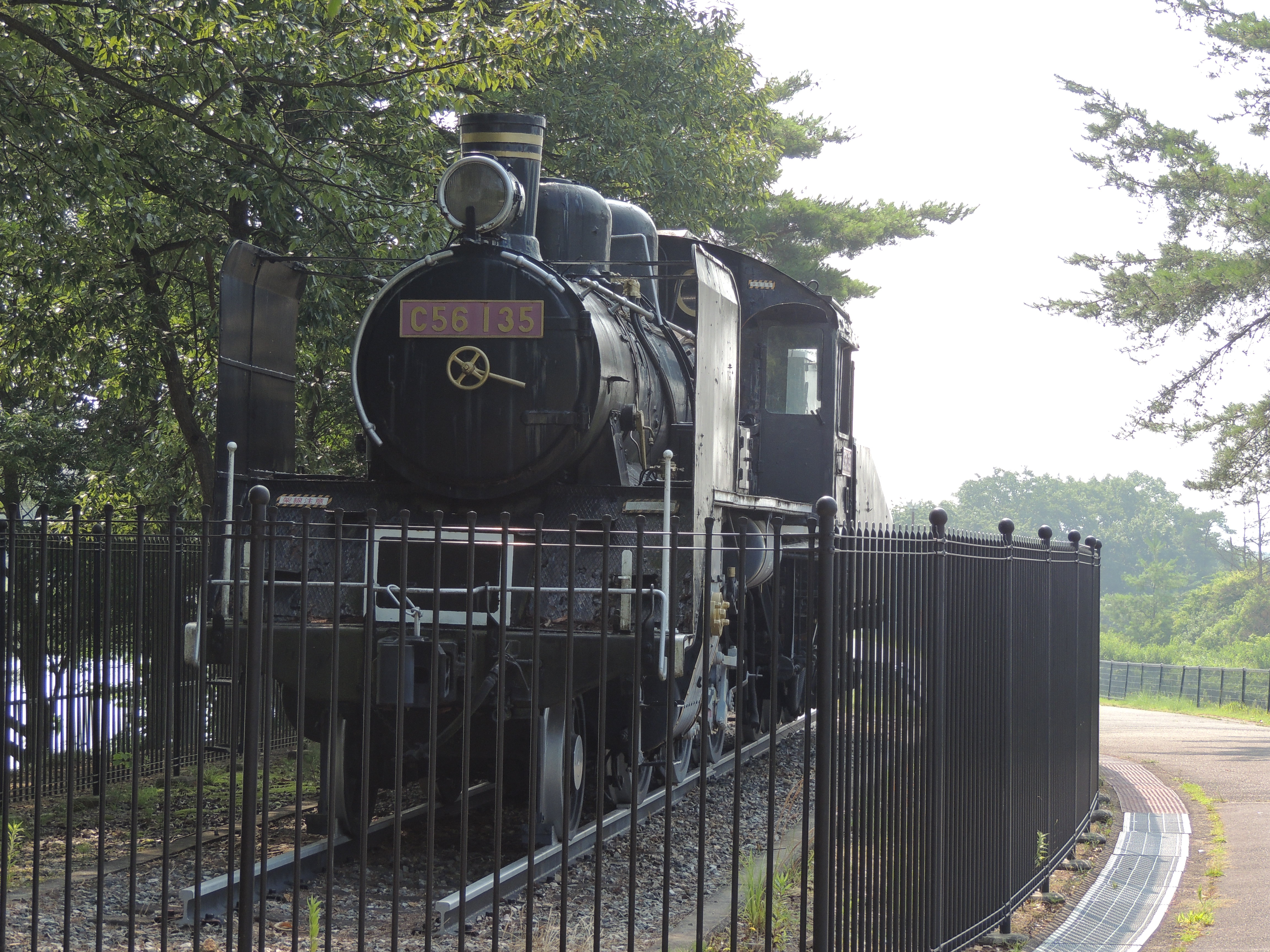
C56 135
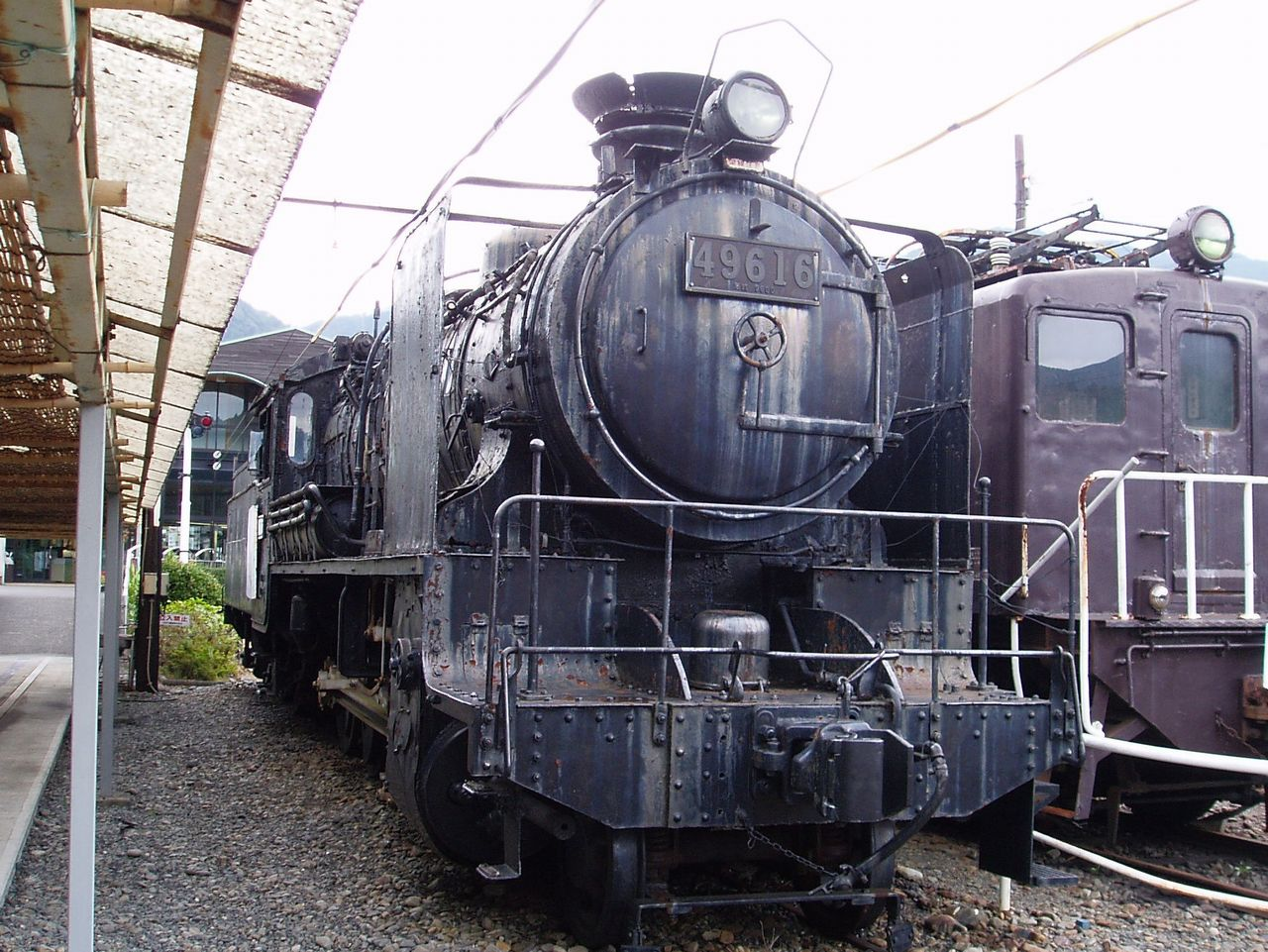
9600 416

- C10 8
- C11 190
- C11 227
- C56 44
- C56 44(타이 모양 및 도색)
- C56 135
- 9600 416

### 테마열차
- 키칸샤 토마스호
- 키칸샤 제임스호 *운휴중
- 키칸샤 히로
- 키칸샤 퍼시
- 키칸샤 토비호
- 키칸샤 러스티호
- 윈스턴
- 대행버스 버티호
- 플린
- 로고트레인 니아호
- 개구쟁이 화물열차
- 키칸샤 티모시호

### 객차
황혼의 특급객차
새벽의 전망객차 *휴차 중

## 버스 사업
센즈 역과 스마타쿄 온천을 잇는 버스 노선만을 운행하고 있다.

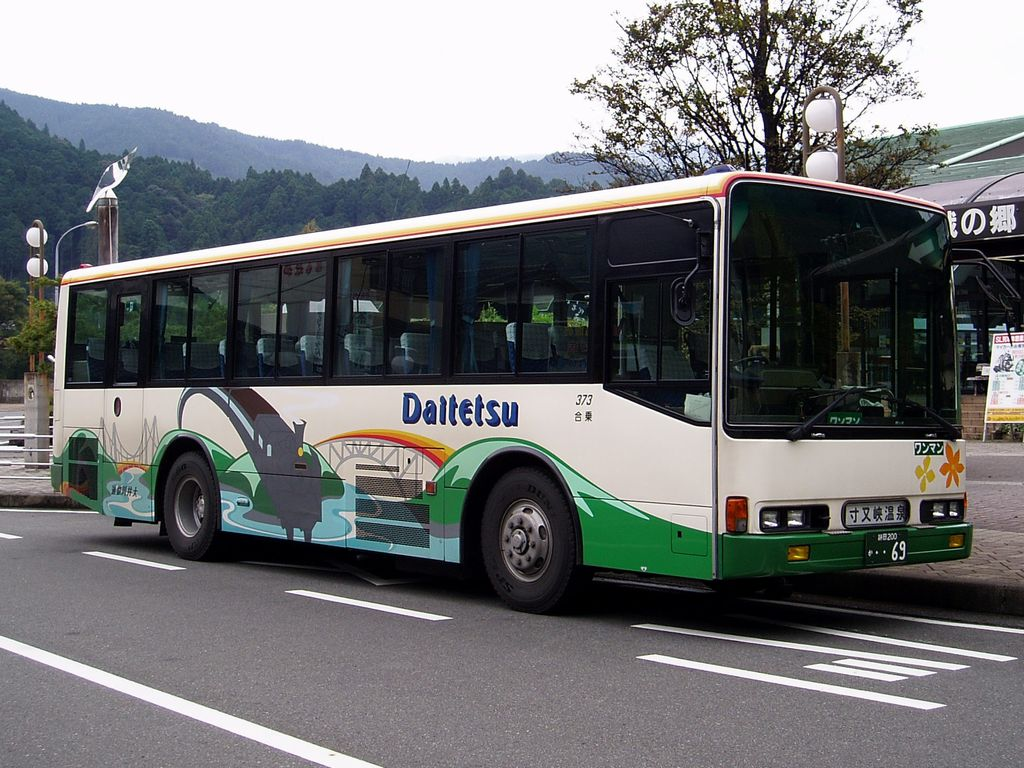
버스 모습

## SL 대용도
황혼의 특급열차:카와네지
새벽의 급행열차:미날프

## 같이 보기
- 일본의 철도 회사 목록